# مفتاح وصل وقطع مغناطيسي

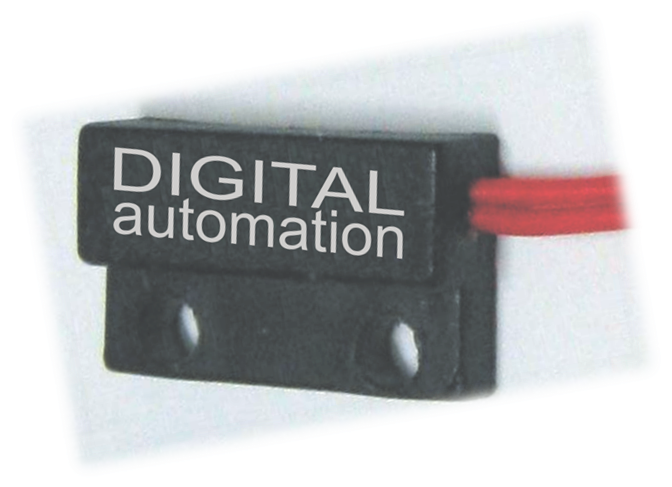
مفتاح مغناطيسي رقمي

مفتاح الوصل والقطع المغناطيسي (بالإنجليزية: Magnetic switch)‏ هو مفتاح كهربائي يُتحكم به آلياً عن طريق المجال المغناطيسي وهو مفيد في حالات عدم إمكانية أو صعوبة التحكم بالمفتاح عبر أدوات للحركة باتصال مباشر معه. على سبيل المثال، له فائدة في الأنظمة والعمليات القابلة للتفجر، كما أن لهذا النوع من المفاتيح قابلية للعمل في الماء.